# Seksizm językowy
Seksizm językowy, seksizm lingwistyczny – dyskryminacyjna odmiana seksizmu, polegająca na deprecjonowaniu za pomocą języka osób należących do jednej z płci.

## Charakterystyka zjawiska
Język jest podstawowym czynnikiem socjalizacji i internalizacji norm społecznych. Stanowi artefakt kulturowy o istotnym znaczeniu symbolicznym. Słowa i wypowiedzi, których celem jest komunikacja interpersonalna, są systemem korespondującym z systemem społecznym. „Słowa są symbolami zawierającymi znaczenia: definiują, opisują i wartościują”. Język, ewoluujący w toku historii władających nim społeczeństw, na którego kształtowanie i zmiany wpływają m.in. okoliczności ekonomiczne i polityczne, niesie ze sobą przekaz dotyczący statusu społecznego, ról płciowych i stereotypów dotyczących kobiet i mężczyzn.
Jak wskazuje Philip M. Smith określenia dotyczące kobiet przechodzą proces degradacji semantycznej, polegający na stopniowym deprecjonowaniu znaczeń lub konotacji. „Leksykografowie zauważyli, że słowa bądź określenia, które kojarzono z kobietami, posiadają często właściwości, które odpowiadają społecznym stereotypom i ocenom odnoszącym się do kobiet jako grupy”. Prof. Małgorzata Marcjanik, językoznawczyni, wskazuje na tradycję wiązania mniejszego prestiżu z nazwą stanowiska wyrażoną w formie żeńskiej, niż z nazwą wyrażoną w formie męskiej.
Seksizm w języku przejawia się nie tylko w degradacji semantycznej, ale również w określaniu tożsamości kobiet w zależności od ich związku z mężczyznami oraz wykluczaniu lub ignorowaniu kobiet.
Przykładem określania tożsamości kobiet z zależności od ich związku z mężczyznami jest różnicowanie zwrotów grzecznościowych wobec kobiet według tego czy są niezamężne czy zamężne. W języku polskim używano określeń Panna (ang. Miss) i Pani (ang. Mrs.). W ten sposób tożsamość kobiety definiowana była przez obecność mężczyzny – męża. W przypadku mężczyzn seksizm językowy w zwrotach grzecznościowych nie występuje, jako że niezależnie od tego, czy są żonaci czy nie, używany jest tylko zwrot Pan (ang. Mr), nie stosuje się zwrotu Kawaler. Obecnie w języku polskim nie stosuje się opisywanego rozróżnienia. W zwrotach grzecznościowych wobec kobiet – używa się słowa Pani. W języku angielskim neutralnym określeniem nieuwzględniającym tego rozróżnienia jest Ms.
W języku polskim wykluczanie lub ignorowanie kobiet polega m.in. na używaniu wobec kobiet męskich form nazw stanowisk – np. dyrektor zamiast dyrektorka, psycholog zamiast psycholożka. W języku angielskim przykładem jest policeman (policjant) – użycie tego terminu sugeruje, że osoba pracująca w policji jest mężczyzną (ang. man). Poza tym w języku polskim istnieje praktyka formułowania komunikatów skierowanych do anonimowej osoby, która może być kobietą lub mężczyzną, tak jakby ta osoba była mężczyzną, czyli z użyciem czasownika w 2 os. liczby pojedynczej w rodzaju męskim, np. Czy skorzystałeś już z nowej promocji?.

## Sposoby przeciwdziałania
Obecnie seksistowski charakter języka i jego wpływ na psychologię jednostek i strukturę społeczną są przedmiotem intensywnych badań i debaty. Zdaniem części uczonych „otwarte stawianie kwestii seksistowskiego charakteru języka stanowi jeden ze wstępnych warunków rozwoju świadomości społecznej w zakresie seksizmu oraz podjęcia działań na rzecz jego zniesienia”. Przeciwdziałanie seksizmowi w języku obejmuje m.in. używanie żeńskich form nazw stanowisk wobec kobiet (w języku polskim) lub używanie form neutralnych płciowo dla ogólnego określenia nazw stanowisk (np. w języku angielskim: chairperson zamiast chairman). Seksizm językowy od 1987 roku jest kwestią, którą zajmuje się UNESCO. UNESCO przyjęło stanowisko, iż w trosce o precyzję wysławiania się oraz niestosowanie praktyk dyskryminacyjnych wobec kobiet, należy używać języka neutralnego płciowo. Eliminacja seksizmu z języka to od 1990 roku również zalecenie Rady Europy.